# Last Dance
«Last Dance» (с англ. — «Последний танец») — песня, записанная американской певицей Донной Саммер специально для фильма «Слава Богу, сегодня пятница». Она была написана Полом Джабарой, спродюсирована постоянным соавтором Саммер Джорджо Мородером и Бобом Эсти, а также ремикширована удостоенным премии «Грэмми» продюсером Стивеном Шортом, чей бэк-вокал фигурирует в песне.
«Last Dance» была одной из первых диско-песен с медленными частями: она начинается как баллада; полнометражная версия саундтрека к фильму также имеет медленную часть в середине. Эта часть была сокращена для семидюймовых синглов. Версии, распространяемые на большинстве сборников, — это либо оригинальная семидюймовая версия (3:21), либо немного более длинная и ремикшированная версия из сборника 1979 года On the Radio: Greatest Hits Volumes I & II (4:56). «Last Dance» стал своего рода трендом для Саммер, так как некоторые из её следующих хитов также имели балладное вступление, а затем ускоряли темп.
Песня имела большой коммерческий успех в США — она смогла достигнуть 3-го места в чарте Billboard Hot 100, став третьим хитом Саммер в десятке лучших после «Love to Love You Baby» и «I Feel Love», в чарте Billboard Dance Club Songs песня в течение шести недель занимала первое место, впоследствии став главным танцевальным хитом года по версии Billboard. Уже через две недели после релиза песня получила золотую сертификацию от Американской ассоциации звукозаписывающих компаний за полмиллиона проданных копий.
Песня одержала победу на таких премиях как «Оскар» и «Золотой глобус» в номинациях за лучшую песню, а также American Music Awards за любимую диско-песню. Сама Донна Саммер получила благодаря ей свою первую статуэтку «Грэмми» в категории «Лучшее женское вокальное исполнение в стиле ритм-н-блюз».
В 2022 году журнал Rolling Stone поместил песню на 200-ю позицию в списке лучших танцевальных песен всех времён.

## Чарты

### Еженедельные чарты
| Чарт (1978—1979)                                                      | Высшая позиция |
| --------------------------------------------------------------------- | -------------- |
| Австралия (Kent Music Report)                                         | 69             |
| Бельгия/Фландрия (Ultratop 50)                                        | 22             |
| Великобритания (OCC UK Singles)                                       | 51             |
| Испания (Los 40 Principales)                                          | 13             |
| Испания (PROMUSICAE)                                                  | 25             |
| Канада (RPM Dance/Urban)                                              | 12             |
| Канада (RPM Dance/Urban) · Как часть Thank God It’s Friday Soundtrack | 3              |
| Канада (RPM Top Singles)                                              | 4              |
| Нидерланды (Dutch Top 40)                                             | 8              |
| Нидерланды (Single Top 100)                                           | 10             |
| Новая Зеландия (Recorded Music NZ)                                    | 3              |
| США (Billboard Adult Contemporary)                                    | 42             |
| США (Billboard Dance Club Songs)                                      | 1              |
| США (Billboard Hot 100)                                               | 3              |
| США (Billboard Hot R&B/Hip-Hop Songs)                                 | 5              |
| США (Cash Box Top 100)                                                | 4              |
| Швеция (Sverigetopplistan)                                            | 16             |
| Чарт (2012)                                                           | Высшая позиция |
| Испания (PROMUSICAE)                                                  | 24             |
| Нидерланды (Single Top 100)                                           | 45             |
| Новая Зеландия (Recorded Music NZ)                                    | 38             |
| Франция (SNEP)                                                        | 70             |

### Годовые чарты
| Чарт (1978)                        | Позиция |
| ---------------------------------- | ------- |
| Канада (RPM Dance/Urban)           | 14      |
| Канада (RPM Top Singles)           | 18      |
| Новая Зеландия (Recorded Music NZ) | 24      |
| США                                | 21      |
| США (Billboard Hot 100)            | 34      |
| США (Cash Box Top 100)             | 39      |

## Сертификации и продажи
| Регион                                                      | Сертификация | Продажи  |
| ----------------------------------------------------------- | ------------ | -------- |
| Канада (Music Canada)                                       | Золотой      | 75 000^  |
| США (RIAA)                                                  | Золотой      | 500 000^ |
| ^ Данные о тиражах приведены только на основе сертификации. |              |          |